# Uschi Disl
Ursula Disl detta Uschi (Bad Tölz, 15 novembre 1970) è un'ex biatleta ed ex fondista tedesca.
Agli inizi della carriera, prima della riunificazione tedesca (1990), ha gareggiato per la nazionale tedesca occidentale.

## Biografia

### Carriera nel biathlon
Ha iniziato a praticare biathlon a livello agonistico nel 1986; in Coppa del Mondo ha ottenuto il primo risultato di rilievo il 28 gennaio 1989 nella sprint di Ruhpolding (29ª) e ha conquistato la prima vittoria, nonché primo podio, nel 1990 nella sprint di Albertville Les Saisies.
Detiene il primato femminile del maggior numero di medaglie vinte nel biathlon ai Giochi olimpici, nove, e ha conquistato diciannove medaglie iridate; nonostante la vittoria di tre Coppe di specialità, tuttavia, non è mai riuscita a vincere una Coppa del Mondo generale.

### Carriera nello sci di fondo
Nel 2003 ha preso parte alla tappa di Düsseldorf della Coppa del Mondo di sci di fondo, andando a podio nella sprint di squadra a tecnica libera (2ª) in coppia con Claudia Nystad.

## Palmarès

### Biathlon

#### Olimpiadi
- 9 medaglie:
  - 2 ori (staffetta[2] a Nagano 1998; staffetta[2] a Salt Lake City 2002)
  - 4 argenti (staffetta ad Albertville 1992; staffetta a Lillehammer 1994; sprint[2] a Nagano 1998; sprint[2] a Salt Lake City 2002)
  - 3 bronzi (individuale[2] a Lillehammer 1994; individuale[2] a Nagano 1998; partenza in linea[2] a Torino 2006)

#### Mondiali
- 19 medaglie:
  - 8 ori (gara a squadre a Novosibirsk 1992; staffetta[2] ad Anterselva 1995; staffetta[2], gara a squadre[2] a Ruhpolding 1996; staffetta[2] a Osrblie 1997; staffetta[2] a Kontiolahti/Oslo 1999; sprint[2], inseguimento[2] a Hochfilzen/Chanty-Mansijsk 2005)
  - 8 argenti (individuale[2], sprint[2], gara a squadre[2] ad Anterselva 1995; inseguimento[2], staffetta[2] a Oslo/Lahti 2000; sprint[2], staffetta[2] a Pokljuka 2001; staffetta[2] a Hochfilzen/Chanty-Mansijsk 2005)
  - 3 bronzi (staffetta a Lahti 1991; staffetta[2] a Chanty-Mansijsk 2003; staffetta mista a Hochfilzen/Chanty-Mansijsk 2005)

#### Coppa del Mondo
- Miglior piazzamento in classifica generale: 2ª nel 1996, nel 1997 e nel 1998
- Vincitrice della Coppa del Mondo di individuale nel 1997 e nel 1999
- Vincitrice della Coppa del Mondo di sprint nel 1997
- 92 podi (63 individuali, 29 a squadre[3]), oltre a quelli conquistati in sede olimpica e iridata e validi anche ai fini della Coppa del Mondo:
  - 39 vittorie (28 individuali, 11 a squadre)
  - 29 secondi posti (13 individuali, 16 a squadre)
  - 24 terzi posti (22 individuali, 2 a squadre)

##### Coppa del Mondo - vittorie
| Data             | Località                      | Nazione              | Specialità                                                           |
| ---------------- | ----------------------------- | -------------------- | -------------------------------------------------------------------- |
| 1990             | Albertville Les Saisies       | Francia              | SP                                                                   |
| 1992             | Ruhpolding                    | Germania             | SP                                                                   |
| 17 marzo 1994    | Canmore                       | Canada               | IN                                                                   |
| 19 gennaio 1995  | Oberhof                       | Germania             | IN                                                                   |
| 7 dicembre 1995  | Östersund                     | Svezia               | IN                                                                   |
| 16 dicembre 1995 | Oslo Holmenkollen             | Norvegia             | SP                                                                   |
| 11 gennaio 1996  | Anterselva                    | Italia               | IN                                                                   |
| 13 gennaio 1996  | Anterselva                    | Italia               | SP                                                                   |
| 12 dicembre 1996 | Oslo Holmenkollen             | Norvegia             | SP                                                                   |
| 14 dicembre 1996 | Oslo Holmenkollen             | Norvegia             | PU                                                                   |
| 18 gennaio 1997  | Anterselva                    | Italia               | SP                                                                   |
| 18 dicembre 1997 | Kontiolahti                   | Finlandia            | SP                                                                   |
| 12 marzo 1998    | Hochfilzen                    | Austria              | IN                                                                   |
| 14 marzo 1998    | Hochfilzen                    | Austria              | SP                                                                   |
| 13 dicembre 1998 | Hochfilzen                    | Austria              | IN                                                                   |
| 16 dicembre 1998 | Osrblie                       | Slovacchia           | IN                                                                   |
| 17 dicembre 1998 | Osrblie                       | Slovacchia           | RL (con Simone Greiner-Petter-Memm, Katrin Apel e Martina Zellner)   |
| 20 dicembre 1998 | Osrblie                       | Slovacchia           | PU                                                                   |
| 10 gennaio 1999  | Oberhof                       | Germania             | RL (con Simone Greiner-Petter-Memm, Andrea Henkel e Martina Zellner) |
| 13 gennaio 1999  | Ruhpolding                    | Germania             | MS                                                                   |
| 16 dicembre 1999 | Osrblie/Pokljuka              | Slovacchia/ Slovenia | IN                                                                   |
| 14 gennaio 2000  | Ruhpolding                    | Germania             | RL (con Katrin Apel, Andrea Henkel e Martina Zellner)                |
| 10 marzo 2000    | Lahti                         | Finlandia            | RL (con Katrin Apel, Andrea Henkel e Martina Zellner)                |
| 10 dicembre 2000 | Pokljuka/Anterselva           | Slovenia/ Italia     | RL (con Kati Wilhelm, Katrin Apel e Andrea Henkel)                   |
| 2 marzo 2001     | Salt Lake City Soldier Hollow | Stati Uniti          | SP                                                                   |
| 7 dicembre 2001  | Hochfilzen                    | Austria              | RL (con Katrin Apel, Martina Zellner e Martina Beck)                 |
| 17 gennaio 2002  | Ruhpolding                    | Germania             | RL (con Katrin Apel, Martina Zellner e Kati Wilhelm)                 |
| 6 dicembre 2002  | Östersund                     | Svezia               | RL (con Katrin Apel, Simone Hauswald e Kati Wilhelm)                 |
| 10 gennaio 2003  | Oberhof                       | Germania             | RL (con Katrin Apel, Andrea Henkel e Kati Wilhelm)                   |
| 12 gennaio 2003  | Oberhof                       | Germania             | MS                                                                   |
| 9 gennaio 2004   | Pokljuka                      | Slovenia             | PU                                                                   |
| 14 gennaio 2004  | Ruhpolding                    | Germania             | RL (con Simone Hauswald, Katrin Apel e Kati Wilhelm)                 |
| 3 marzo 2004     | Fort Kent                     | Stati Uniti          | SP                                                                   |
| 5 marzo 2004     | Fort Kent                     | Stati Uniti          | PU                                                                   |
| 2 dicembre 2004  | Beitostølen                   | Norvegia             | SP                                                                   |
| 4 dicembre 2004  | Beitostølen                   | Norvegia             | PU                                                                   |
| 6 gennaio 2005   | Oberhof                       | Germania             | RL (con Katrin Apel, Andrea Henkel e Kati Wilhelm)                   |
| 9 gennaio 2005   | Oberhof                       | Germania             | PU                                                                   |
| 26 novembre 2005 | Östersund                     | Svezia               | SP                                                                   |

Legenda:

IN = individuale

SP = sprint

PU = inseguimento

MS = partenza in linea

RL = staffetta

### Sci di fondo

#### Coppa del Mondo
- Miglior piazzamento in classifica generale: 59ª nel 2004
- 1 podio (a squadre):
  - 1 secondo posto